# Vilmos Hellebronth
Vilmos Hellebronth, madžarski feldmaršal, * 1895, † 1971. 